# Čudežna krava
Čudežna krava je belokranjska pravljica, uredil jo je Lojze Zupanc.

## Vsebina
Belokranjska pravljica pripoveduje o hlapcu, ki je vso mladost služil v smuškem gradu nad Semičem. Nekega dne ga je graščak nagnal iz gradu, saj je bil hlapec že star in po njegovem mnenju za nobeno rabo. Hlapec je moral oditi. Napotil se je proti Gorjancem, kjer je preživel svoje otroštvo. Ko se je znočilo, je prenočil sredi gorjanskega gozda. Prebudilo ga je petje, ki je prihajalo z bližnje jase. Videl je gorjanske vile, ki so plesale in pele. Naenkrat pa je iz gozda planil volk, ki je hotel napasti vile. Vse razen najmlajše so se uspele skriti. Volk je planil proti najmlajši, a ga je hlapec ustavil in ubil z gorjačo.
Gorjanska vila je bila hlapcu hvaležna in o tem dogodku obvestila očeta. Hlapca naj bi nagradil s čimerkoli, zato je hlapec potožil o tem, da je lačen in ubog ter da si želi tako kravo, ki bi mu dajala mleko in nikoli ne bi bil več lačen. Kot je vila obljubila, je tudi storila. Zapiskala je na srebrno piščal in iz gozda je prišel vilinski kralj z njim pa velika temnosiva krava. Vila je zapela pesem in krava je začela dajati mleko. Ko so imeli mleka dovolj, je vila zapela še drugo pesem in mleko je nehalo teči.
Kmalu pa je smuški graščak izvedel za čudežno kravo in svoje hlapce poslal po njo. Ko so jo našli, so jo skupaj z njenim starim hlapcem privedli v grad, kjer je graščak kravo zaprl v grajski hlev, hlapca pa praznih rok nagnal iz gradu.
Graščak je kravi zapel pesem in krava je začela dajati mleko. Ker pa graščak ni poznal prave pesmi za konec, je mleko še kar teklo. Bilo ga je toliko, da je graščak v njem utonil in nazadnje so se tudi vrata hleva odprla. Čudežna krava se je  napotila v dolino do starega hlapca, ki jo je odpeljal do hleva. Od takrat naprej je imel stari hlapec vedno mleka na pretek.

## Analiza obravnavane pravljice po Brunu Bettelheimu
Izhodiščna tema v obravnavani pravljici je nehvaležnost za vdanost posameznika – hlapca. 
Hlapec je reven, star, svoje življenje je preživel na gradu. Njegovo nasprotje je graščak, vsa pozornost je usmerjena na njegovo zlobo in lakomnost. Ugotovimo lahko, da sta si graščak in hlapec v čistem kontrastu.
V primeru graščaka in hlapca lahko govorimo o principu ekonomičnosti – ko od neke reči nimamo koristi, jo zavržemo. Torej, ko graščak ni več potreboval hlapca, ga je brez pomisleka nagnal iz gradu, saj je menil, da brez dela ni jela. V prvi vrsti je poudarjen pomen materialnih dobrin. V nasprotju s tem je hlapec, ki s svojo revščino zagovarja skromnost in odpoved materialnim dobrinam.
Hlapec je predstavljen kot starec, zato lahko sklepamo, da je tudi moder. Sklep se na koncu pravljice izkaže kot pravilen, saj hlapec graščaku ne izda pesmice, ki jo mora zapeti kravi, da mleko preneha teči. Hlapec se namreč dobro zaveda, da bo graščaka njegova lakomnost pokopala. Starčeva modrost se pokaže tudi v delu praljice, ko se starec sooči z vilo, ki ji reši življenje, ona pa mu je pripravljena izpolniti katerokoli željo. Stari hlapec tukaj razmišlja dolgoročno – ve, da je sam na tem svetu, da je lačen in žejen, zato si zaželi kravo, ki ga bo tega odrešila.
Graščak  je popolno nasprotje hlapcu. Skrbi samo za zadovoljevanje lastnih malih potreb, ko pa se končno odloči polastiti hlapčevega zaklada (ki bi tudi njemu dolgoročno koristil), se zaradi svoje lastne neumnosti zaplete, saj s stvarjo (kravo) ne zna ravnati. To kaže na to, da graščak še ni dorasel v odraslo osebo. Stari hlapec in graščak sta lahko torej prispodoba za dve plati človeka.
Hlapec je izgnan, kot je velikokrat izgnan posameznik, ki vneto želi nekaj doseči pa ga drugi po krivici zavržejo. V takem primeru se pogosto vsak izmed nas zapre vase in skrije pred zunanjim svetom. To simbolizira njegov odhod v gozd, ki je kraj, kjer lahko spoznaš samega sebe in se tudi najdeš, ali pa zabredeš še globlje in se celo izgubiš. Rešitev iščeš v iracionalnosti - hlapec je rešitev našel v vili. Vila je nekaj pozitivnega, nekaj kar živi v njegovem gozdu in tudi v njem samem. Ponudi mu rešitev in hlapec je kmalu pripravljen stopiti nazaj v realni svet in se z njim spopasti.
Bistvo pravljice je, da otroku da upanje, da se njegov problem lahko reši.
- Pripovedovalec - tretjeosebni

- Književni prostor - Bela krajina

- Književni čas - neznan ~ "Nekoč je bil ..."

- Književni liki - hlapec, graščak, vila, kralj, krava

## Značilnosti ljudskega slovstva v povezavi z obravnavano pravljico
- posamezne slogovne značilnosti
  - okrasni pridevki - zloben, lakomen, smuški graščak; star nadložen hlapec; gorjanske vile; vilinski kralj; lačni volk; velika, temnosiva in čudežna krava; mlada, sočna trava; čudežni kebliček
  - ponavljanje besed - graščak, hlapec, vila, krava, kralj, kebliček
  - anonimnost - avtor je neimenovan
  - pomanjševalnice - kebliček
  - pretiravanja - "mlečna povodenj je narasla, da je graščaku seglo že do ust ..."
- osebe nimajo imen - graščak, hlapec, vila, kralj'
- preprost ljudski jezik obarvan z narečjem
  - čada - narečno, dolenjska; črnkasta krava
  - kebliček - narečno; manjša, nizka, navadno lesena posoda z dvema ušesoma ~ škaf

## Interpretacija glavnih likov
- Hlapec je glavni literarni lik v obravnavani belokranjski pravljici. Je vztrajen - kljub temu, da ga je graščak odpustil in da na svetu nima nikogar, se odpravi v svet in upa na boljši jutri. Dobrosrčen - vili reši življenje. Neprepirljiv - ko ga kralj odpusti in ko mu vzame njegovo čudežno kravo, se ne prepira z njim, enostavno odide.

- Graščak je nehuman - ker je hlapec že star in betežen, ga odpusti, ne zanima ga, kako bo hlapec živel dalje. Egoističen - sam sebi želi najboljše, zato hoče hlapčevo kravo.

- Vila je prijazno in hvaležno bitje. Ko ji hlapec reši življenje, mu takoj vrne uslugo.

- Kralj je vilin oče. Za hčerino življenje je pripravljen storiti vse. Ker je hlapec rešil njegovo hči, mu to takoj poplača.

## Motivno-tematske povezave
- Gozd je v obravnavani pravljici kraj, kamor se zateče stari hlapec, ko mora prenočiti. Bettelheim pravi, da gozd po navadi v pravljicah simbolizira kraj, kjer se soočimo z notranjo temo in se skoznjo prebijemo, razrešimo tudi negotovost o tem, kdo smo in kjer spoznamo, kdo želimo biti. Starega hlapca je gozd spominjal na otroštvo, saj je tam preživel veliko časa.

- Za vile Bettelheim pravi, da se v zgodbah pojavijo na vsem lepem in pomagajo junaku najti srečo, kljub vsiljivcu. Junaku nudijo pomoč in mu stojijo ob strani, v zameno pa ne zahtevajo ničesar. V obravnavani pravljici vila nudi pomoč hlapcu, ko ji ta reši življenje, pomaga mu tako, da hlapec sam pove, kaj želi za plačilo, ona pa o tem obvesti svojega očeta - (vilinskega) kralja.